# التعليم في كوستاريكا

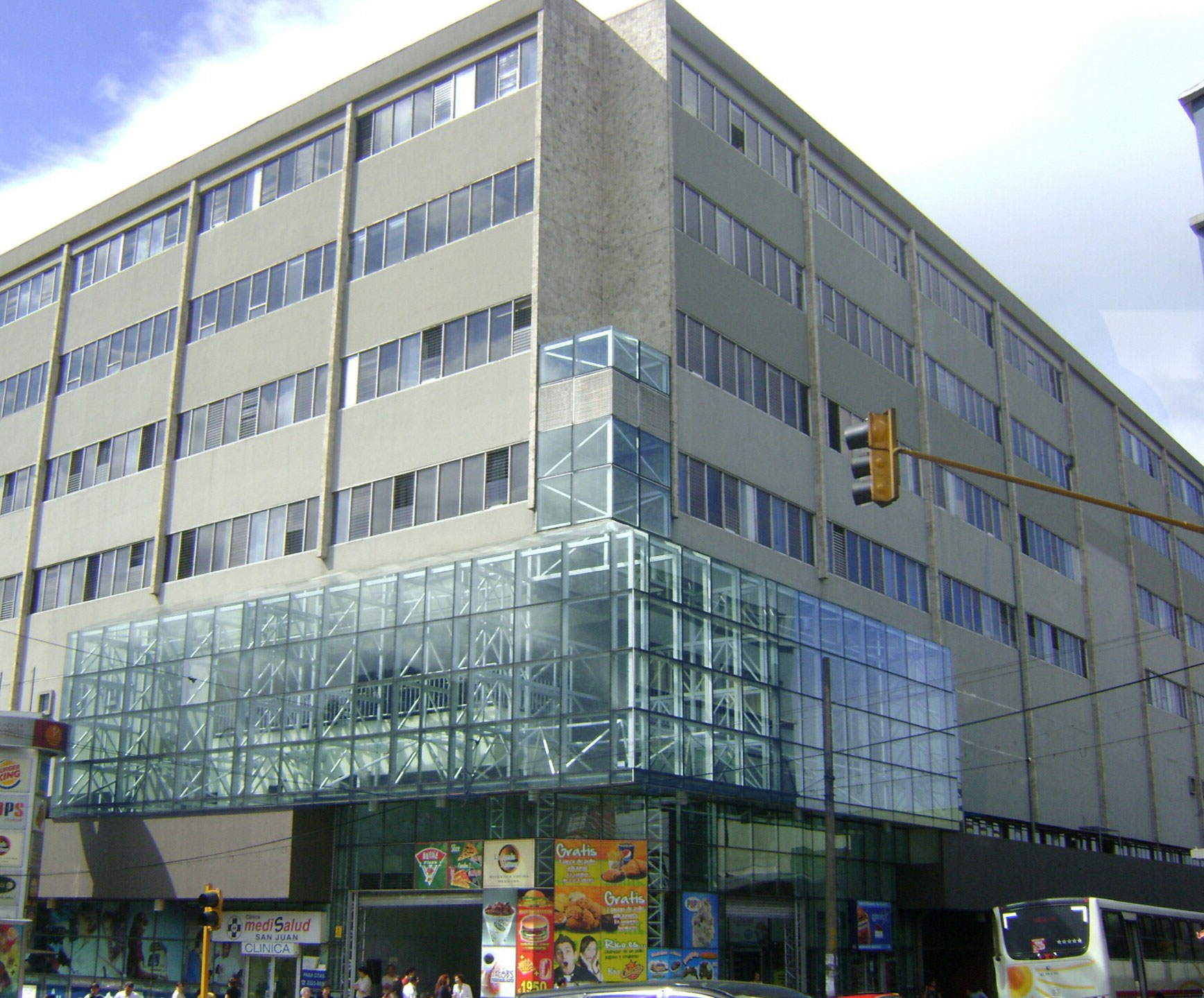

ينقسمُ التعليم في كوستاريكا إلى ثلاثِ مراحل: التعليم الابتدائي (قبل سنِّ السابعة)، التعليم الإعدادي (من 7 إلى 13 عامًا) والتعليم الثانوي (من 13 إلى 18 عامًا). تبدأُ السنة الدراسية في كوستاريكا بين الأسبوع الثاني والثالث من شهر شُباط/فبراير وتتوقف في الأسبوعِ الأخيرِ من شهر حزيران/يونيو وتستمرُّ مرةً أخرى بين الأسبوع الثالث والرابع من تمّوز/يوليو وتنتهي بين الأسبوع الأخير من شهر تشرين الثاني/نوفمبر إلى الأسبوع الثاني من كانون الأول/ديسمبر. إنَّ التعليم قبل الابتدائي وذلك الأساسي مجانيان في وجهِ الكوستاريكيين وإلزاميانِ منذ عام 1869 حسبَ المادة 78 من الدستور. احتلَّ نظام التعليم في كوستاريكا المرتبة العشرين في تقرير التنافسية العالمي 2013-2014؛ ووُصف حينها بأنه «ذو جودة عالية»، أما معدل معرفة القراءة والكتابة في كوستاريكا فيبلغُ 94.9% وهو رقمٌ كبيرٌ مقارنةً بباقي دول المنطقة وربما حتى عند المقارنة بباقي دول العالَم.
حلّت كوستاريكا في المرتبة 74 في مؤشر الابتكار العالمي عام 2023، متراجعة من المرتبة 55 عام 2019، ثم تقدّمت للمركز 70 وفق مؤشر عام 2024.

## التعليم الابتدائي
يستمرُّ التعليم الابتدائي ستَّ سنواتٍ وينقسمُ إلى ثلاث دورات. يُعدُّ الزي الرسمي إلزامي فيه وذلك من أجل الحدِّ من الفروق الاجتماعية والاقتصادية.

## التعليم الثانوي
يتكوّنُ التعليم الثانوي يتكون من دورتين؛ الدورة الأولى مخصصة للتعليم العام (ثلاث سنوات) وهناك الدورة الثانية التي يبدأُ فيها تدريسُ المناهج الدراسية الأساسية مع التخصّصِ في وقتٍ لاحقٍ من خلال اختيار شعبةٍ من الشعبِ أكاديمية أو التقنية التي تشملُ تخصصات الزراعة، الصناعة، التجارة، السكرتارية، المُحاسَبة، الحرفية، التعليم العائلي والتعليم الاجتماعي. ينتهي التعليم الثانوي باجتيازِ الطالب للامتحانِ الوطني والذي يحصلُ فيهِ على شهادة تُخول لهُ الوصول إلى التعليم العالي؛ ومع ذلك فإنَّ العديد من الجامعات لديها امتحانُ القبول الخاص بها.

## التعليم العالي
هناك خمسُ جامعاتٍ عامّةٍ في كوستاريكا:
- معهد تكنولوجيا كوستاريكا
- جامعة كوستاريكا
- جامعة كوستاريكا الوطنية
- يونيفرسيداد إستال أ ديستانشا
- جامعة التكنولوجيا الوطنية في كوستاريكا

تُقدِّم الجامعات الحكومية برامج للحصول على شهادات وفقًا لتخصصها وبموجب القانون الكوستاريكي الذي يمنعُ جامعتان حكوميتان مختلفتان تقديمَ نفس البرنامج. تنشرُ الجامعات العامة عددًا من المجلات حيث يمكن للطلاب والأكاديميين نشر أبحاثهم والوصول إلى المنشورات البحثية الدولية بِحُريّة. هذه قائمة مُصغَّرة بأبرز تلك المجلات:
- مجلة البحوث
- مجلة البيولوجيا

هناك أيضًا العديد من الجامعات الخاصة في كوستاريكا؛ وهذه قائمة مُصغَّرة بأشهرها:
- جامعة أمريكا اللاتينية دي سينسيا إي تكنوليا
- جامعة لاتينا دي كوستاريكا
- جامعة أدفينتيستا دي سنتروامريكا
- جامعة السلام
- جامعة سينسياس مديكاس
- جامعة الأرض
- الجامعة الإيبيرية
- جامعة كاتوليكا دي كوستاريكا
- جامعة إمبريال دي كوستاريكا
- جامعة سانتا بولا
- جامعة فيريتاس
- جامعة كريستيانا ديل سور
- جامعة سان خوان دي لا كروز
- جامعة أمريكانا
- جامعة فيديليتاس
- جامعة إمبريال دي كوستاريكا[وصلة مكسورة]